# Juho Vennola
Juho Heikki Vennola (n. 19 de junho de 1872 em Oulu - m. 3 de dezembro de 1938 em Helsinque) foi um catedrático de Economia na Universidade de Helsinque, membro do Parlamento da Finlândia, e político do Partido Progressista Nacional, e desempenhou-se como primeiro ministro da Finlândia em três ocasiões.
O primeiro governo de Vennola foi de 15 de agosto de 1919 a 15 de março de 1920 e o segundo de 9 de abril de 1921 a 2 de junho de 1922. Foi também primeiro-ministro durante o segundo governo de Pehr Evind Svinhufvud de 18 de fevereiro a 21 de março de 1931. Também foi Ministro da Fazenda (1918–1919), de Comércio e Indústria (1919), de Assuntos Externos (1922–1924) e novamente da Fazenda (1930–1931).
Vennola foi membro do Parlamento de 1919 a 1930.